# Радачинешти (Вранча)
Радачинешти (рум. Rădăcinești) насеље је у Румунији у округу Вранча у општини Корбица. Oпштина се налази на надморској висини од 150 m.

## Становништво
Према подацима из 2002. године у насељу је живело 350 становника, од којих су сви румунске националности.